# Hohlenweg
Hohlenweg ist eine Hofschaft in der Stadt Leichlingen (Rheinland) im Rheinisch-Bergischen Kreis.

## Lage und Beschreibung
Hohlenweg liegt nordöstlich des Leichlinger Zentrums auf der Leichlinger Hochfläche am Oberlauf des Schmerbachs an der Landesstraße 359. Jenseits der Landesstraße befindet sich unmittelbar benachbart die Ortschaft Dierath. Weitere Nachbarorte sind Roderhof, Grünscheid, Bröden, Kempen, Leysiefen, Pohligshof, Diepenbroich, Oberschmitte, Bennert, Buntenbach, Weide, Waltenrath, Schmerbach, Wachholder, Bergerhof, Bertenrath und Neuland.

## Geschichte
Im 18. Jahrhundert gehörte der Ort zum Kirchspiel Leichlingen im bergischen Amt Miselohe. Die Topographische Aufnahme der Rheinlande von 1824 und die Preußische Uraufnahme von 1844 verzeichnet den Ort als Hohle Weg bzw. Hohlenweg. Namensgebend war ein Hohlweg entweder an dem alten Communalweg zwischen Leichlingen und Witzhelden (der heutigen Landesstraße) oder einen tief eingeschnittenen Weg vom Ort hinab zu Haus Nesselrath, der im unteren Bereich als Waldweg noch heute erhalten ist.
1815/16 lebten 20 Einwohner im Ort. 1832 gehörte Hohlenweg der Bürgermeisterei Leichlingen an. Der laut der Statistik und Topographie des Regierungsbezirks Düsseldorf als Hofstadt kategorisierte Ort besaß zu dieser Zeit fünf Wohnhäuser und sieben landwirtschaftliche Gebäude. Zu dieser Zeit lebten 28 Einwohner im Ort, davon fünf katholischen und 23 evangelischen Glaubens.
Im Gemeindelexikon für die Provinz Rheinland werden 1885 sieben Wohnhäuser mit 41 Einwohnern angegeben. 1895 besitzt der Ort neun Wohnhäuser mit 55 Einwohnern, 1905 sechs Wohnhäuser und 29 Einwohner.